# Автошлях Р 10
Автошлях Р10 (до 2009 року — Р 15) ― автомобільний шлях у Черкаській, Кіровоградській та Полтавській областях. починається на півночі Черкаської області поблизу міста Канів, на перехресті з Р09, та проходить через такі населені пункти:
- Черкаська область:

Р09 → Гамарня → Межиріч → Софіївка→ Мошни → Будище → Черкаси → Хутори → Червона Слобода → Леськи → Худоліївка → Трушівці → Красносілля;
- Кіровоградська область:

Велика Андрусівка → Подорожнє → Світловодськ
- Полтавська область:

Новоселівка → Білецьківка → Маламівка

## Загальна довжина
Канів — Чигирин — Кременчук — 176,6 км.
Під'їзд до с. Суботів — 19 км.
Разом — 195,6 км.